# La Gaceta de Levante (Alcoy)
La Gaceta de Levante fue un periódico español editado en la ciudad de Alcoy entre 1924 y 1936.

## Historia
Nacido en enero de 1924, desde sus inicios el periódico mantuvo una posición alineada con la patronal y claramente opuesta al movimiento obrero de Alcoy. Llegó a estar dirigido por Gregorio Romero Vicient. Publicación de tendencia católica, durante los años de la Segunda República el diario orientaría su línea editorial a favor de la coalición conservadora CEDA. En estos años fue el único diario editado en Alcoy..
El 20 de febrero de 1936, al comenzar el gobierno del Frente Popular, sufrió el ataque e incendio de sus talleres
Tras el estallido de la Guerra civil el periódico fue incautado por el Frente Popular y pasó a ser dirigido por Juan Gisbert Botella. Continuó editándose hasta el 30 de octubre de 1936.